# Рыжана
Рыжа́на (болг. Ръжана) — село в Болгарии. Находится в Софийской области, входит в общину Ихтиман. Население по последней переписи — 7 человек (2021).

## История
По первым трём после обретения Болгарией независимости переписям (1880, 1887 и 1892 годов) село было учтено как махала Рыжана общины Вакарел Самоковской околии округа София, считавшаяся частью села Вакарел. По переписи 1900 года в махале было 31 здание. По переписям 1905 и 1910 годов — 36 зданий.
По переписи 1920 года в махале (по-прежнему считавшейся частью села Вакарел) было 37 зданий и 38 домохозяйств. По переписи 1926 года в махале, уже считавшейся частью села Богдановци общины Богдановци околии Ихтиман Софийского округа — 42 домохозяйства в 45 жилых зданиях. В 1934 году — махала, часть села Богдановци общины Вакарел Ихтиманской околии Софийской области, в которой по переписи было 47 домохозяйств в 58 жилых зданиях.
С 1949 года — в составе общины Вакарел Ихтиманской околии Софийского округа (в 1955—1956 годах в общине Богдановци, а в 1956—1958 годах — в общине Мечковци). В 1959 году околии были ликвидированы, и община Вакарел вошла в состав непосредственно Софийского округа. С декабря 1978 года махала в составе общины Ихтиман. С 1987 года — в Софийской области. В 1995 году получила статус села. Ныне село имеет дачный характер.

## Население
| 1900 | 1905 | 1910 | 1920 | 1926 | 1934 | 1946 | 1956 | 1965 | 1975 | 1985 | 1992 | 2001 | 2011 | 2021 |
| ---- | ---- | ---- | ---- | ---- | ---- | ---- | ---- | ---- | ---- | ---- | ---- | ---- | ---- | ---- |
| 202  | 212  | 210  | 264  | 264  | 290  | 260  | 203  | 66   | 12   | 13   | 11   | 6    | 5    | 7    |

По переписи 2011 года все жители имели основное образование и были экономически неактивны.

### Национальный состав
По переписям 1900 и 1910 годов все переписанные были болгарами, а по переписи 1905 года имелось 4 цыгана, остальные были болгарами. В 2011 году — также все болгары.

### Возрастно-половой состав
По переписи 2011 года в селе проживало 5 человек (2 мужчины возрастом 60—64 года и 3 женщины возрастом 55—59, 65—69 и 75—79 лет соответственно), по переписи 2021 года — 7 человек (2 мужчины и 5 женщин).
| Мужчин | Возраст | Женщин |
| ------ | ------- | ------ |
| 0      | 85+     | 1      |
| 0      | 80—84   | 1      |
| 1      | 75—79   | 0      |
| 1      | 70—74   | 1      |
| 0      | 65—69   | 2      |
| 0      | 60—64   | 0      |
| 0      | 55—59   | 0      |
| 0      | 50—54   | 0      |
| 0      | 45—49   | 0      |
| 0      | 40—44   | 0      |
| 0      | 35—39   | 0      |
| 0      | 30—34   | 0      |
| 0      | 25—29   | 0      |
| 0      | 20—24   | 0      |
| 0      | 15—19   | 0      |
| 0      | 10—14   | 0      |
| 0      | 5—9     | 0      |
| 0      | 0—4     | 0      |

## Политическая ситуация
Село Рыжана подчиняется непосредственно общине и не имеет своего кмета. Кмет (мэр) общины Ихтиман — Калоян Ангелов Илиев (ГЕРБ).